# Палашовка
Палашовка (укр. Палашівка) — село в Белобожницкой сельской общине Чортковского района Тернопольской области Украины.
Население по переписи 2001 года составляло 688 человек. Почтовый индекс — 48532. Телефонный код — 3552.